# Steinkiste von Utbogården

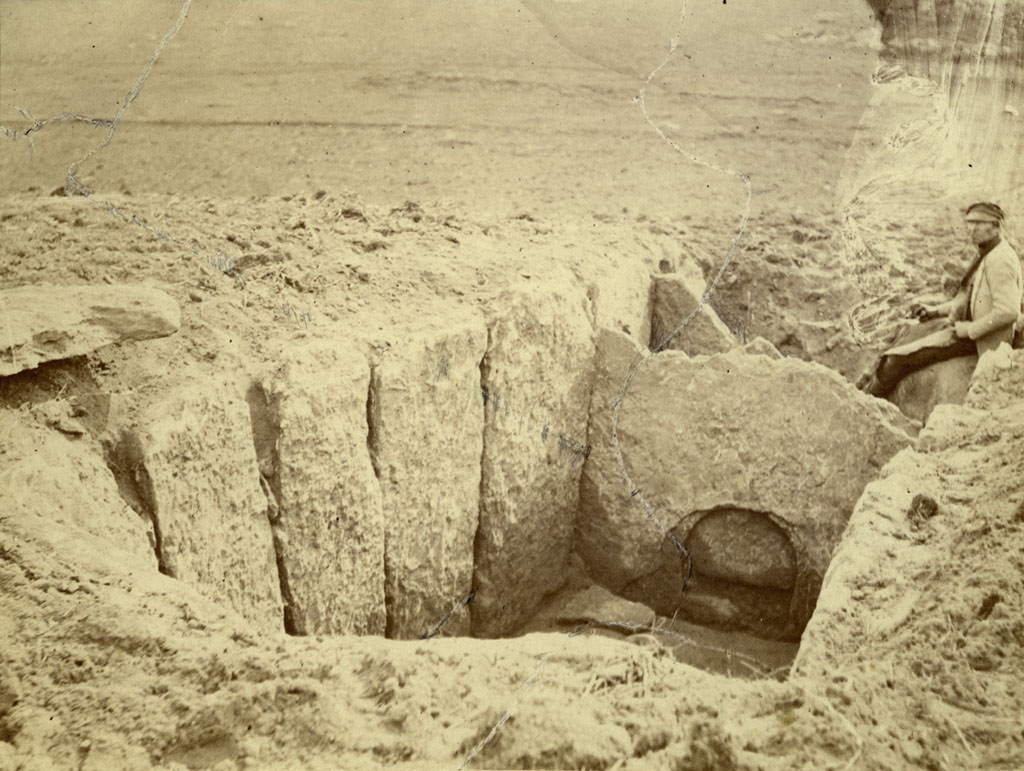
Ansicht

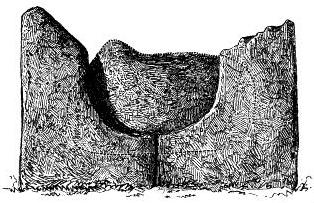
Seelenloch

Die Steinkiste von Utbogården (auch Hällkista i Karleby genannt) liegt östlich von Karleby und Falköping in Västra Götaland in Schweden.

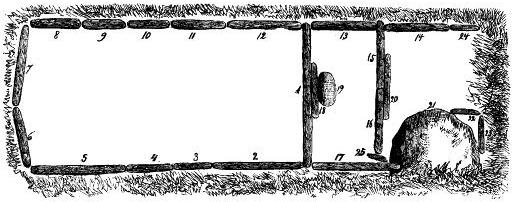
Plan

Die megalithische Steinkiste in ebenem Gelände lag nach Angaben des Ausgräbers Oscar Montelius (1843–1921) ursprünglich in einer völlig abgetragenen Röse. Sie ist in zwei 4,5 und 0,8 m lange Kammern unterteilt und hat einen etwa 1,0 m langen Vorraum. Ein Seelenloch (schwedisch Gavelhål; übersetzt deutsch Giebelloch genannt) liegt in der Trennwand zwischen den Kammern, die aus zwei 0,1 bis 0,15 m dicken Platten besteht. Das Seelenloch, das durch Auspicken von zwei Platten geteilt ist, bildet den runden Zugang. Die Langseiten bestehen aus 13 erhaltenen 0,6 bis 0,9 m hohen, 0,6 bis 1,0 m breiten und 0,15 m dicken Platten. Die Enden werden durch je zwei Platten gebildet. Alle Decksteine fehlen.
In der Kammer wurden 1874 von Oscar Montelius und Gustaf Retzius (1842–1919) Dolche, Pfeilspitzen und Schaber aus Feuerstein, sowie Schieferanhänger, Nadeln und Knochenwerkzeuge, eine Bernsteinperle, zwei Bronzeperlen, der Teil einer Bronzespitze, vier Gefäße und die Knochen von Menschen und Tieren gefunden.